# Triphenylbleiiodid
Triphenylbleiiodid ist eine chemische Verbindung aus der Gruppe der bleiorganischen Verbindungen.

## Gewinnung und Darstellung
Triphenylbleiiodid kann durch Reaktion von Iod mit Tetraphenylblei in Chloroform gewonnen werden.
{\displaystyle {\ce {2 Pb(C6H5)4 + I2 -> 2 I-Pb(C6H5)3}}}
Es kann auch durch Reaktion von Dodecaphenylpentablei oder Hexaphenyldiblei mit Iod dargestellt werden.
{\displaystyle {\ce {Pb5(C6H5)12 + 3 I2 -> 4 I-Pb(C6H5)3 + PbI2}}}
{\displaystyle {\ce {Pb2(C6H5)6 + I2 -> 2 I-Pb(C6H5)3}}}

## Eigenschaften
Triphenylbleiiodid ist ein weißer Feststoff.